# ジーベック (被服業)
株式会社ジーベック (英: XEBEC CO.,LTD.) は、広島県福山市霞町に本社を置く、産業用のユニフォーム、カジュアルスラックス、安全靴の企画、製造、販売を行う被服メーカーである。生産拠点は広島県のほか長崎県や北海道にも持つ。
2006年からイメージキャラクターに格闘家の角田信朗を起用している。

## 沿革
- 1948年1月 - 後藤光次（初代）が広島県府中市にて創業[3]。
- 1960年12月 - 後藤被服株式会社を設立[3]。
- 1985年8月 - 株式会社ジーベックに商号変更。
- 1996年4月 - 後藤昇（二代目）が代表取締役社長に就任[3]。
- 1999年3月 - セフティシューズ（安全靴）発売[3]。
- 2005年7月 - 広島県福山市霞町に本社を新築移転[3]。
- 2018年9月 - 後藤允臣（三代目）が代表取締役社長に就任[3]。

## 主要商品
- 作業服
- ユニフォーム
- 空調服
- 安全靴
- カジュアルウェア

## 関連会社
- 株式会社ヒロセン
- 株式会社ジー・エム・ユウ
- ジーエムエイチ後藤被服株式会社
- 株式会社ジー・エム・エス
- 株式会社オオサカ
- 株式会社新光ユニフォーム

## 提供番組
- サンデージャポン（TBS系列）

過去の提供番組
- 爆報! THE フライデー（HBC） - 北海道ローカル
- 報道ステーション SUNDAY（HTB） - 北海道ローカル

## 広告
- 広島空港 国内線搭乗橋外壁など
- JR福山駅 新幹線ホーム
- マツダスタジアム 外野レフト側エリアFL6
- 東京ドーム
- エスコンフィールドHOKKAIDO 外野レフト側（2023年から）

過去の広告
- 札幌ドーム ライト側大型ビジョン下（2022年まで）

## ネーミングライツ
- ジーベックホール（府中市文化センター）2023年6月1日からネーミングライツ[4][5]。広島県府中市は創業地。

## 出演
三代目社長
- アインシュタインの出没！ひな壇団「新衣装を作りタインじゃ！コーディネート合戦 in 福山市」（2022年4月16日、RCC中国放送）[6]
- 情熱企業 〜知恵の創造者たち〜「顧客の課題をデザインで解決 株式会社ジーベック」（2023年2月4日、TSSテレビ新広島）[7]

## 備考
- 2019年3月6日午後、カルロス・ゴーン（日産自動車前会長）が拘留先の東京拘置所から保釈された際に、作業着に身を包み出てきたことから、どのメーカーの作業着なのかと話題になり、ジーベックの作業着であるとされている[8][9]。
- 2022年4月16日放送のテレビバラエティ番組『アインシュタインの出没!ひな壇団』（RCCテレビ）の新衣裳選び対決で、特注で作った上着ジャケットとズボンの上下衣裳が優勝し番組でアインシュタインに着用されている[10][11]。